# 小髙陽一
小髙 陽一（おだか よういち、1952年7月16日 - ）は、日本の政治家。千葉県長生村長。

## 経歴
長生村立八積小学校、長生中学校を卒業後、木更津工業高等専門学校土木工学科に進学し中途退学する。長生中学校では生徒会長も務めた。
長生村議会議員を5期務め、2012年の村長選挙で現職の石井俊雄を破り初当選。2016年の村長選挙では再任を目指す石井との一騎打ちとなり、再選される。2020年は無投票で3選。